# Bateria artylerii nr 33 (XXXIII)
33 (XXXIII) Bateria artylerii, tzw. „grecka” – polska dwudziałowa bateria artylerii nadbrzeżnej kalibru 105 mm firmy Schneider, ustawiona na wschodnim brzegu Półwyspu Helskiego (od strony morza), na południe od latarni Jastarnia-Bór. Wchodziła w skład Dywizjonu Artylerii Nadbrzeżnej, Rejonu Umocnionego Hel. Po 13 września 1939, w czasie kampanii wrześniowej działa zostały przeniesione na nowe stanowiska

## Formowanie i opis baterii
Zakupione we Francji dwa egzemplarze armat dalekonośnych kal. 105 mm Schneider wz. 1925/27, były testowane w ITU Zielonce i tam zmagazynowane jako nieprzydatne dla wojsk lądowych. Kierownictwo Marynarki Wojennej w styczniu 1931 roku wystąpiło do Szefa Sztabu Głównego o ich przydzielenie dla potrzeb Marynarki Wojennej. W ciągu 1931 roku armaty przywieziono na Hel i przystąpiono do budowy żelbetowych stanowisk ogniowych, stanowiska kierowania i dwóch schronów amunicyjnych, które ukończono w 1932 i obie armaty ustawiono na stanowiskach. Do obsługi dział „duńskich”, „greckich” i „Canet” powołano pod koniec 1931 roku kompanię artylerii nadbrzeżnej pod dowództwem por. mar. Jana Grudzińskiego, a obsługa i ochrona dział „duńskich” stanowiła III pluton tej kompanii. Od wiosny 1935 roku stanowił III pluton baterii kadrowej artylerii nadbrzeżnej. Od czerwca 1935 roku pododdział obsługujący działa „greckiekie” otrzymał miano 12 baterii artylerii nadbrzeżnej o etacie 1 oficer i 37 podoficerów i marynarzy wszedł w skład dywizjonu artylerii nadbrzeżnej. W 1936 roku zmieniono jej nazwę na XXXIII bateria artylerii nadbrzeżnej.
Bateria składała się z dwóch armat na kołach, ustawionych na odkrytych betonowych działobitniach, oraz dwóch schronów amunicyjnych, o grubości ścian 1 m (osobno na 200 pocisków i 200 ładunków miotających). Działobitnie wykonano w formie betonowego okręgu o średnicy 9,60 m. Działobitnie osłonięte były wałem ziemnym o wysokości 1,2 – 1,4 m. Kąt ostrzału na morze wynosił 130°, a na większe odległości ogniem pośrednim 360°. Prace budowlane wykonano w 1931 roku, a armaty ustawiono w kolejnym roku. Nieoficjalną nazwę bateria zawdzięcza armatom dalekonośnym firmy Schneider wz. 1925/27, opracowanym dla Grecji, których dwa egzemplarze zakupiła Polska do testów. Armaty miały dwuogonowe łoże z przednią opuszczaną podporą, a koła szprychowe ze stalowymi obręczami rozstawiane były razem z ogonami. Dzięki konstrukcji łoża uzyskiwano duży kąt ostrzału bez zmiany pozycji w zakresie 80°. Maksymalna donośność w zależności od źródeł określana jest od 15 000 m do 15 500 m. Amunicja stosowana była taka sama, jak dla używanych przez Wojsko Polskie armat wz.29.
W starszej literaturze baterii „greckiej” był na ogół przypisywany numer baterii 32, jednak nowsze analizy pozwoliły na prawidłowe zidentyfikowanie jej numeru jako baterii nr 33, co wynika m.in. ze wspomnień dowódców, dokumentów dotyczących przydziału dział i pomiarów działobitni (bateria nr 32 była „duńska”).

## Bateria podczas kampanii wrześniowej
XXXIII bateria została zmobilizowana w trakcie mobilizacji alarmowej w grupie zielonej w czasie 48 godzin, przez dywizjon artylerii nadbrzeżnej. W czasie wojny baterią dowodził od marca 1939 roku został por. mar. Adam Rychel, aczkolwiek w rozkazie dziennym z 27 marca 1939 r. jako dowódca wskazywany jest por. mar. Witold Wyrostek. W skład baterii weszła sekcja obrony przeciwlotniczej z dwoma ckm wz. 1908 na podstawach morskich zamontowanych na wybetonowanych stanowiskach. Ponadto na stanowisku kierowania zamontowano dalmierz artyleryjski.
W trakcie kampanii około 12 września działa zostały zdjęte z działobitni i ustawione na stanowiskach polowych w celu wspierania oddziałów lądowych batalionu KOP „Hel” na Helu. Jedno zostało ustawione na wschód od Jastarni, a drugie przed główną linią obrony.
Wykaz pojedynków baterii XXXII z niemieckimi okrętami:
- 24 IX w godz. 10.39 – 10.53 i 11.06 – 11.12 ostrzelała celnie wspólnie z baterią XXXIII zespół T-196 i zespół trałujący 5. H.S.-Flotille (5 Flotylla Ochrony Portów)[7].

Brak jest innych konkretnych relacji o ewentualnym udziale tej baterii w walkach z okrętami niemieckimi. 28 września 1939 r. na rozkaz Dowództwa Obrony Wybrzeża Morskiego, do Kuźnicy dostarczono armatę kal. 105 mm i 150 szt. amunicji z XXXIII baterii i skierowano na stanowisko ogniowe na południowy wschód od Chałup. Ostrzelała ona będące w zasięgu jej ognia lotnisko w Pucku 70 pociskami, stanowisko ciężkiej baterii niemieckiej w rejonie Rzucewa 15 pociskami oraz 5 pociskami stanowisko reflektora na Kępie Swarzewskiej. Wieczorem armatę odholowano na główną linię obrony. Bateria skapitulowała wraz z garnizonem Helu.
Dalszy los armat jest nieustalony.

## Bateria po wojnie
Po II wojnie światowej bateria nie została odbudowana, bunkry i działobitnie można było znaleźć przy plaży, przy niebieskim szlaku, pomiędzy stanowiskami 3 BAS (Bateria Artylerii Stałej) oraz 115 Baterii Przeciwlotniczej MW.
W 1999 roku obiekty baterii – działobitnie i schrony amunicyjne zostały wpisane do rejestru zabytków.
Pod koniec 2011 roku w nie do końca wyjaśnionych okolicznościach, w ramach tzw. „rekultywacji” schrony baterii zostały zasypane.

## Obsada dowódcza baterii
Dowódcy baterii
- por. mar. Władysław Trzciński (od 24 VIII 1935)[12]
- por. mar. Witold Wyrostek (do III 1939)
- por. mar. Adam Rychel (od III 1939)[12]

Zastępca dowódcy
- ppor. Łyżwiński